# إبراهيم سيردار أيطن
إبراهيم سيردار أيطن (بالتركية: İbrahim Serdar Aydın)‏ هو لاعب كرة قدم تركي في مركز الوسط، ولد في 19 يوليو 1996 في باقر كوي في تركيا. شارك مع منتخب تركيا الوطني لكرة القدم تحت 15 سنة ‏ ومنتخب تركيا تحت 17 سنة لكرة القدم ومنتخب تركيا تحت 19 سنة لكرة القدم. أما مع النوادي، فقد لعب مع بورصة سبور ونادي فنربخشة ونادي كارديمير كارابوك سبور.

## وصلات خارجية
- إبراهيم سيردار أيطن على موقع الاتحاد الأوربي (الإنجليزية)
- إبراهيم سيردار أيطن على موقع اتحاد تركيا (لاعب) (الإنجليزية)
- إبراهيم سيردار أيطن على موقع قاعدة بيانات كرة القدم.إي يو (الإنجليزية)
- إبراهيم سيردار أيطن على موقع Soccerbase.com (لاعب) (الإنجليزية)
- إبراهيم سيردار أيطن على موقع Soccerway.com (الإنجليزية)
- إبراهيم سيردار أيطن على موقع عالم كرة القدم.نت (الإنجليزية)